# وئام بدرخان
وئام بدر خان هي شخصية سورية من حمص، مخرجة وثائقية، شاركت في توجيه فيلم ماء الفضة صورة ذاتية عن سوريا عام 2014، والذي كان مع المخرج المنفي أسامة محمد. وقد وثقت وئام حصار حمص، وأرسلت لقطات عبر الإنترنت إلى محمد في باريس، لعمل فيلم ماء الفضة والذي عرض لأول مرة في العالم في مهرجان كان السينمائي 2014.
كانت وئام مدرسة في مدرسة ابتدائية في حمص، اتصلت على محمد للحصول على المشورة بشأن ما يجب تصويره للفيلم. التقت بمديرها المشارك شخصياً عندما تمكنت من الهروب من حمص وحضور العرض الأول للفيلم العالمي.

## وصلات خارجية
- وئام بدرخان على موقع IMDb (الإنجليزية)
- وئام بدرخان على موقع ألو سيني (الفرنسية)
- وئام بدرخان على موقع قاعدة بيانات الفيلم (الإنجليزية)
- وئام بدرخان على موقع كينوبويسك (الروسية)

- Wiam Simav Bedirxan  على فيسبوك.